# Staplecross
Staplecross är en by i East Sussex i England. Byn är belägen 38,8 km 
från Lewes. Orten har 725 invånare (2015).